# Léon Thiébaut
Léon Norbert Amédée Thiébaut (* 14. Juni 1878 in Nizza; † 8. März 1943 in Paris) war ein französischer Fechter.

## Erfolge
Léon Thiébaut nahm 1900 in London an den Olympischen Spielen in sämtlichen drei Wettbewerben für Amateure teil. Im Florett schied er im Viertelfinale aus, während er mit dem Degen die Finalrunde erreichte. Diese schloss er mit zwei Siegen aus sechs Gefechten auf dem achten Platz ab. Im Säbelwettbewerb qualifizierte er sich ebenfalls für die Finalrunde, in der er fünf Sieg erfocht. Lediglich Georges de la Falaise gewann mehr Gefechte, sodass Thiébaut den zweiten Platz belegte.